# کارل دی کری
کارل دی کری (Carl De Crée) (به ژاپنی: カール・デクレー)، تولد ۱۹ ژوئن ۱۹۷۷ میلادی، جودوکا از اهالی بلژیک پروفسور شناخته شده بین‌المللی است. تخصص آکادمیک او در زمینه تولید مثل غدد درون ریز،  فیزیولوژی ورزشی، پزشکی ورزشی و سکسولوژی است. او همچنین چینی-ژاپن‌شناس، یک رشته دانشگاهی است که با فعالیت او به عنوان جودوکا مرتبط است.